# Herb Szadku
Herb Szadku – jeden z symboli miasta Szadek i gminy Szadek w postaci herbu.

## Wygląd i symbolika
Herb przedstawia w polu zielonym mury ceglane czerwone z blankami, na którym takież wieże z blankami. Każda z wież ma po jednym pięciokątnym oknie. Wieże są złożone z czterech liści każda, wśród których po dwa liście stanowią głębię wizerunku herbowego. Środkowa wieża jest trochę wyższa od innych. W murze wrota srebrne podtrzymywane przez dwa zawiasy. W bramie z broną srebrną rycerz w zbroi z okresu późnego średniowiecza. 

## Historia
Wizerunek herbu nawiązuje do najstarszej miejskiej pieczęci z lat 1533-1534. Współczesny herb został zatwierdzony uchwałą Rady Gminy i Miasta nr III/21/90 z 18 lipca 1990 roku. Wieże i mury miejskie są elementami historycznymi, natomiast rycerz został wprowadzony dopiero w 1990.